# Louis Archimbaud
Pour les articles homonymes, voir Archimbaud.
Louis Archimbaud est un organiste et compositeur comtadin, né à Carpentras en novembre 1705 et mort dans la même ville le 13 mai 1789.

## Biographie
Enfant de chœur puis chanteur, il devient organiste de la cathédrale cathédrale Saint-Siffrein de Carpentras en 1727, jusqu’à sa mort en 1789 après avoir été fait chanoine une dizaine d’années plus tôt. De 1734 à 1748 il occupa également le poste de maître de chapelle. Sur l’instrument de la cathédrale dont l’origine remonte au XVIe siècle, il fait intervenir plusieurs fois durant cette période, le frère Isnard, à l’époque où ces derniers construisent le grand orgue de Saint-Maximin-la-Sainte-Baume.

## Œuvres
Archimbaud laisse un important corpus de compositions pour l’orgue et des œuvres vocales sacrées (6 messes, 2 magnificat, 2 Dixit Dominus, etc.) comme ses Leçons & Répons du Jeudy-Saint recréés en mars 2008 durant la Semaine Sainte Musicale d’Aix-en-Provence.
Les messes avec et sans symphonie sont conservées sous la référence Ms 1019 à la Bibliothèque Inguimbertine de Carpentras. Le manuscrit le plus abouti est daté de 1781 mais il s'agit d'œuvres très probablement antérieures, brèves, d'une écriture fort simple, avec très peu de modulations et une absence marquée de références contrapuntiques. Ces messes sont un exemple de l'illustration musicale de l'ordinaire des "cérémonies en musique" des cathédrales provinciales sous l'Ancien Régime.
Pour l’orgue, le riche fond musical de la Bibliothèque Inguimbertine renferme sept cahiers manuscrits (ms 1023) du chanoine Archimbaud. Cet ensemble est découvert dans les années 1978-1979 par le musicologue Marc Signorile, qui en informe ensuite le musicologue Joseph Scherpereel. Celui-ci s'intéressera au livre d'orgue - parfois identifié comme Livre d'orgue de Carpentras - constitué de préludes (cahiers 1 & 3 comportant 161 pièces; le 2e est perdu), 50 offertoires (3 cahiers), 29 élévations (1 cahier) et autres morceaux divers (miscellanea), soit un total de plus de 400 pièces.
Clairement destinées à la liturgie, organisées par mode, ces pièces sont généralement très courtes, plaisantes et d’un accès facile pour l’organiste commençant. Le musicien plus confirmé sera curieux quant à lui de découvrir à travers ces œuvres, la pratique musicale et la manière dont étaient illustrés les offices au XVIIIe siècle dans le Comtat Venaissin.

### Enregistrements
- Livre d'orgue de Carpentras, extraits par Marie-Bernadette Dufourcet-Hakim (orgues), label organ.